# Tábori László (író)
Tábori László (Budapest, 1947. április 28. –) író, Kelet-kutató. Főleg 1997 óta írja tudományos-ismeretterjesztő és szépirodalmi műveit.

## Élete
Tanulmányait a Kőrösi Csoma Sándor Buddhológiai Intézetben végezte (Dr. phil. buddh.h.c.) 1967–1970 között. Az 1952-ben alapított Árya Maitreya Mandala magyarországi ágazataként létrejött buddhista misszió 1956-ban hozta létre a Buddhológiai Intézetet, melyet Kőrösi Csoma Sándor nyelvészről és Tibet-kutatóról neveztek el.
Más tanulmányok: Eötvös Loránd Tudományegyetem, Budapest, Bölcsészettudományi Kar, 1968–1973. Angol-német tanári szak + régészet, tibeti nyelv, ókortörténeti tanulmányok (4-4 szemeszter), Friedrich Schiller Egyetem, Jéna (1973), résztanulmányok. Posztgraduális tanulmányok az Egyesült Államokban és Olaszországban.
Könyvtárosként dolgozott az Országos Széchényi Könyvtárban (1973–1975), majd idegenforgalmi ügyintézőként a Malév-nél (1975–1980), dramaturgként a Magyar Filmgyártó vállalatnál (1982–1988), szerkesztőként a Képzőművészeti Kiadónál (1988–1990), majd újságíróként az Új Magyarország külpolitikai rovatnál (1990–1992), osztályvezetőként a Határon Túli Magyarok Hivatala Sajtó- és Tájékoztatási Főosztályán (1992–1997). 1997-től szabadfoglalkozású író.
Felesége Kiss Irén író, költő, drámaíró, eszmetörténész volt.

## Egyesületi tagságok
Magyar Írószövetség, Magyar PEN-Club, Magyar Nemzeti Írószövetség (alelnök), Kőrösi Csoma Társaság, Hamvas Béla Kör, Magyar Őstörténeti Munkaközösség Egyesület, Agyagtábla Baráti Társaság (elnök)

## Művei
- Zen üzenet, Buddhista Misszió, 1986
- Tao virágai, Katalizátor Iroda, 1993
- Tao és a kereszténység, Farkas Lőrinc Könyvkiadó, 1998
- Gilgamestől Jézusig, Melkizedek Könyvek, 1999
- Krisztus és a Nap, Szent Grál Munkacsoport, 1999 (Kiss Irénnel közösen)
- Tao és a halhatatlanság, Melkizedek Könyvek, 2003
- Párthia, Magyar Őstörténeti Kutató és Kiadó, Budapest, 2003
- Danaidák kabátja, Masszi Kiadó, 2004
- Parancsolataink, Két Hollós Kiadó, 2004
- Pesti ember járműveken,Napkút Kiadó, 2007
- Napistenünk, Krisztus, Püski Kiadó, 2008 (Kiss Irénnel közösen)
- A Torinói Halotti Lepel, Püski, 2009 (Kiss Irénnel közösen)
- Zarathustrától Jézusig, Püski, 2010 (Kiss Irénnel közösen)
- Párthia, (Bővített kiadás) Püski Kiadó, Budapest, 2015
- Budapest feltáratlan titkai, Hungarovox, 2015
- Isten magyar szemmel, Püski, 2016 (Kiss Irénnel közösen)
- Túléljük a gépkorszakot! Melkizedek Könyvek, 2020

### Kiadói szerkesztői tevékenység
- Budapest City, Képzőművészeti Kiadó, 1990
- Velencei tó, Képzőművészeti Kiadó, 1990
- Hol vagy, Mezopotámia?, Két Hollós Kiadó, 2005

### Műfordítások
- Interpress Magazin, Rakéta Magazin, Nagyvilág, hetilapok és folyóiratok
- A  lebegő fénybuborék (Woody Allen színdarabja). Bemutatta a Játékszín 1990. január 31-én, Valló Péter rendezésében.

### Cikkek és tanulmányok
- Hetilapok, folyóiratok, szakfolyóiratok

### Drámák
- Velence én vagyok!
- Ebadta Hegel!
- Szeresd a színészt! (Lugosi Béla)
- A danaidák kabátja (Apponyi Trianonban)
- M.S.Mester hazatalál (Márai passiója)

## Előadások
- Milyen lesz a múlt https://www.youtube.com/watch?v=QJUKM0IuYBc
- Úr város királysírjai https://www.youtube.com/watch?v=pfdHnMaZ-Oo
- A jászok eredete https://www.youtube.com/watch?v=Jvv8kzCp1O4
- Egy ókori világbirodalom: Párthia – YouTube https://www.youtube.com/watch?v=w9sGd-3mKiA
- Szkíták és magyarok – I. rész https://www.youtube.com/watch?v=iKXKC90Do7I
- Szkíták és magyarok – II. rész https://www.youtube.com/watch?v=Y2yk-qmqk30
- Őseink nyomában – https://www.youtube.com/watch?v=I0G7tnTO9F0